# Danh sách thuốc thiết yếu của WHO

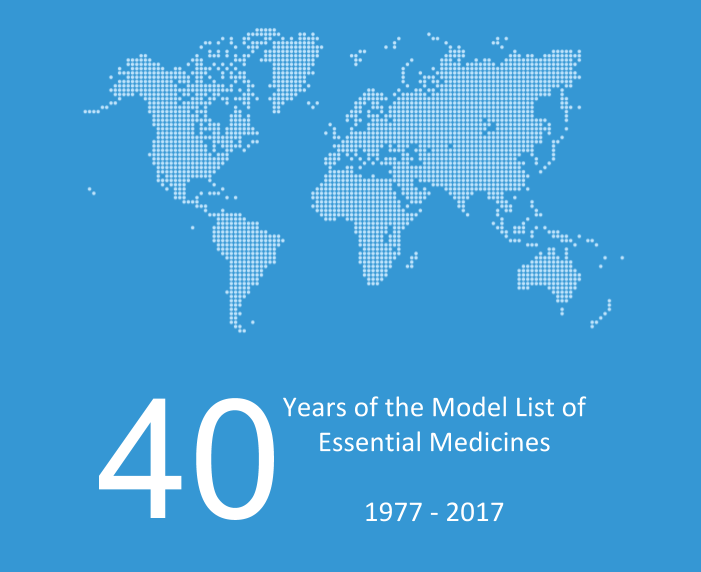
Năm 2017 đánh dấu 40 năm xuất bản Danh sách các thuốc thiết yếu của WHO.

Danh sách các thuốc thiết yếu của WHO được xuất bản bởi Tổ chức Y tế Thế giới (WHO). Danh sách đầu tiên được công bố vào năm 1977, bao gồm 204 loại dược phẩm. WHO cập nhật danh sách mỗi hai năm. WHO sau đó thêm một Danh sách riêng các thuốc thiết yếu cho trẻ em tới 12 tuổi.
Vào tháng 4 năm 2013, WHO đã công bố phiên bản thứ 18 danh sách cho người lớn và phiên bản thứ 4 danh sách cho trẻ em. Hơn 130 quốc gia đã tạo ra danh sách quốc gia về thuốc thiết yếu dựa trên danh sách mẫu của WHO. Các danh sách quốc gia chứa từ 334 và 580 các loại thuốc.
Danh sách sau đây được dựa trên phiên bản thứ 19 danh sách của WHO được công bố vào tháng 4 năm 2015.

## Thuốc gây mê

### Chất gây tê tổng quát và oxy

#### Thuốc ức chế
- Halothane
- Isoflurane
- Nitơ oxit
- Liệu pháp oxygen

#### Thuốc tiêm chích
- Ketamine
- Propofol[ghi chú 1]

### Chất gây tê cục bộ
- Bupivacaine
- Lidocaine
- Lidocaine/epinephrine
- Ephedrine α (không phải thuốc gây mê cục bộ, bao gồm trong danh sách này để dự phòng huyết áp thấp liên quan đến gây tê tủy sống) trong phẫu thuật mổ lấy thai)

### Thuốc dùng trước phẫu thuật và an thần cho các thủ tục ngắn hạn
- Atropine
- Midazolam
- Morphine

## Thuốc trị đau nhức vàchăm sóc giảm nhẹ

### Thuốc chống viêm không steroid và không opioid (NSAIDs)
- Acetylsalicylic acid (aspirin)
- Ibuprofen

Mô hình cấu trúc hóa học của aspirin

- Paracetamol (không phải NSAID)[ghi chú 2] (acetaminophen)

### Thuốc giảm đau nhóm opioid
- Codeine
- Fentanyl
- Morphine[ghi chú 3]
- Methadone

### Thuốc trị các triệu chứng thông thường trong chăm sóc giảm nhẹ
- Amitriptyline
- Cyclizine
- Dexamethasone
- Diazepam
- Docusate sodium
- Fluoxetine
- Haloperidol
- Hyoscine butylbromide
- Hyoscine hydrobromide
- Lactulose
- Loperamide
- Metoclopramide
- Midazolam
- Ondansetron
- Senna

## Thuốc chốngdị ứngvàphản vệ
- Dexamethasone
- Epinephrine (adrenaline)
- Hydrocortisone
- Loratadin[ghi chú 4]
- Prednisolone

## Thuốc giải độc và các chất giải độc khác

### Không đặc hiệu
- Than hoạt tính

### Đặc hiệu
- Acetylcysteine
- Atropine
- Calcium gluconate
- Methylthioninium chloride (xanh methylene)
- Naloxone
- Penicillamine
- Xanh Phổ (y tế)
- Natri nitrit (Natri nitrit (dùng trong y tế))
- Natri thiosulfate
- Deferoxamine
- Dimercaprol
- Fomepizole
- Natri calci edetate
- Succimer

## Thuốc chống co giật
- Carbamazepine
- Diazepam
- Lamotrigine
- Lorazepam
- Magie sulfate[ghi chú 5]
- Midazolam
- Phenobarbital
- Phenytoin
- Axit valproic (natri valproate)
- Ethosuximide

## Thuốc chống bệnh truyền nhiễm

### Thuốc chống giun sán

#### Thuốc chống giun trong đường ruột
- Albendazole
- Ivermectin
- Levamisole
- Mebendazole
- Niclosamide
- Praziquantel
- Pyrantel

#### Thuốc chốnggiun chỉ
- Albendazole
- Diethylcarbamazine
- Ivermectin

#### Thuốc chốngsánvà các thuốc chống giun sán khác
- Triclabendazole
- Oxamniquine

### Kháng sinh

#### Kháng sinh beta-lactam
- Amoxicillin
- Amoxicillin/acid clavulanic (amoxicillin + acid clavulanic)
- Ampicillin
- Benzathine benzylpenicillin
- Benzylpenicillin
- Cefalexin
- Cefazolin[ghi chú 6]
- Cefixime[ghi chú 7]
- Cefotaxime[ghi chú 8]
- Ceftriaxone[ghi chú 9]
- Cloxacillin
- Phenoxymethylpenicillin (penicillin V)
- Piperacillin/tazobactam
- Procaine benzylpenicillin[ghi chú 10]
- Ceftazidime
- Meropenem
- Aztreonam
- Imipenem/cilastatin[ghi chú 11]

#### Các chất kháng khuẩn khác
- Amikacin
- Azithromycin[ghi chú 12]
- Chloramphenicol
- Ciprofloxacin
- Clarithromycin[ghi chú 13]
- Clindamycin
- Doxycycline
- Gentamicin
- Metronidazole
- Nitrofurantoin
- Spectinomycin
- Trimethoprim/sulfamethoxazole
- Vancomycin

#### Thuốc chốngbệnh phong
- Clofazimine
- Dapsone
- Rifampicin

#### Thuốc chống bệnh lao phổi
- Ethambutol
- Ethambutol/isoniazid (ethambutol + isoniazid)
- Ethambutol/isoniazid/pyrazinamide/rifampicin (ethambutol + isoniazid + pyrazinamide + rifampicin)
- Ethambutol/isoniazid/rifampicin (ethambutol + isoniazid + rifampicin)
- Isoniazid
- Isoniazid/pyrazinamide/rifampicin (isoniazid + pyrazinamide + rifampicin)
- Isoniazid/rifampicin (isoniazid + rifampicin)
- Pyrazinamide
- Rifabutin[ghi chú 14]
- Rifampicin
- Rifapentine[ghi chú 15]
- Amikacin
- Bedaquiline
- Capreomycin
- Clofazimine
- Cycloserine[ghi chú 16]
- Delamanid
- Ethionamide[ghi chú 17]
- Kanamycin
- Levofloxacin[ghi chú 18]
- Linezolid
- Moxifloxacin
- Axit p-aminosalicylic
- Streptomycin

### Thuốc chống nấm
- Amphotericin B
- Clotrimazole
- Fluconazole
- Flucytosine
- Griseofulvin
- Itraconazole
- Nystatin
- Voriconazole
- Kali iodide

### Thuốc chống virus

#### Thuốc chống herpes
- Aciclovir

#### Thuốc chống retrovirus

##### Chất ức chế enzyme phiên mã ngược nucleoside/nucleotide
- Abacavir (ABC)
- Lamivudine (3TC)
- Tenofovir disoproxil fumarate (TDF)
- Zidovudine (ZDV và AZT)

##### Chất ức chế enzyme phiên mã ngược không nucleoside/nucleotide
- Efavirenz (EGV và EFZ)
- Nevirapine (NVP)

##### Chất ức chế protease
- Atazanavir
- Atazanavir/ritonavir
- Darunavir
- Lopinavir/ritonavir (LPV/r)
- Ritonavir

##### Chất ức chế integrase
- Dolutegravir
- Raltegravir

##### Liều phối hợp cố định
- Abacavir/lamivudine
- Efavirenz/emtricitabine/tenofovir[ghi chú 19]
- Efavirenz/lamivudine/tenofovir
- Emtricitabine/tenofovir[ghi chú 19]
- Lamivudine/nevirapine/zidovudine
- Lamivudine/zidovudine

##### Thuốc phòng tránh nguy cơ bị nhiễm HIV
- Isoniazid/pyridoxine/sulfamethoxazole/trimethoprim

##### Thuốc chống virus khác
- Ribavirin[ghi chú 20]
- Valganciclovir
- Oseltamivir[ghi chú 21]

#### Thuốc phòng viêm gan

##### Thuốc cho viêm gan B
Chất ức chế enzyme phiên mã ngược nucleoside/nucleotide
- Entecavir
- Tenofovir disoproxil fumarate (TDF)

##### Thuốc cho viêm gan C
Chất ức chế polymerase nucleotide
- Sofosbuvir

Chất ức chế protease
- Simeprevir

Chất ức chế NS5A
- Daclatasvir

Chất ức chế polymerase không nucleoside
- Dasabuvir

Các thuốc kháng virus khác
- Ribavirin[ghi chú 22]
- Pegylated interferon-alpha-2a or pegylated interferon-alpha-2b[ghi chú 23]

Liều phối hợp cố định
- Ledipasvir/sofosbuvir
- Ombitasvir/paritaprevir/ritonavir
- Sofosbuvir/velpatasvir

### Thuốc chống sinh vật nguyên sinh gây bệnh

#### Thuốc chống amip và thuốc chống giardia
- Diloxanide
- Metronidazole

#### Thuốc chống leishmania
- Amphotericin B
- Miltefosine
- Paromomycin
- Sodium stibogluconate và meglumine antimoniate

#### Thuốc chống bệnhsốt rét

##### Thuốc chữa bệnh
- Amodiaquine[ghi chú 24]
- Artemether[ghi chú 25]
- Artemether/lumefantrine[ghi chú 26]
- Artesunate[ghi chú 27]
- Artesunate/amodiaquine[ghi chú 28]
- Artesunate/mefloquine
- Artesunate/pyronaridine
- Chloroquine[ghi chú 29]
- Dihydroartemisinin/piperaquine
- Doxycycline[ghi chú 30]
- Mefloquine[ghi chú 24]
- Primaquine[ghi chú 31]
- Quinine[ghi chú 32]
- Sulfadoxine/pyrimethamine[ghi chú 33]

##### Thuốc phòng bệnh
- Chloroquine[ghi chú 34]
- Doxycycline
- Mefloquine
- Proguanil[ghi chú 35]

#### Thuốc chống viêm phổi do pneumocystis và thuốc chống toxoplasmosis
- Pyrimethamine
- Sulfadiazine
- Sulfamethoxazole/trimethoprim
- Pentamidine

#### Thuốc chống trypanosoma

##### trypanosomiasis châu Phi

###### Giai đoạn 1
- Pentamidine[ghi chú 36]
- Natri suramin[ghi chú 37]

###### Giai đoạn 2
- Eflornithine[ghi chú 38]
- Melarsoprol
- Nifurtimox[ghi chú 39]

##### Trypanosomiasis châu Mỹ
- Benznidazole
- Nifurtimox

## Thuốc chữa bệnh đau nửa đầu

### Khi bị đau đầu cấp tính
- Acid acetylsalicylic (Aspirin)
- Ibuprofen
- Paracetamol

### Phòng bệnh
- Propranolol

## Thuốc chống khối u và ức chế miễn dịch

### Thuốc ức chế miễn dịch
- Azathioprine
- Ciclosporin

### Thuốc độc tế bào và tá chất
- Acid retinoic tất cả-trans (tretinoin)
- Allopurinol
- Asparaginase
- Bendamustine
- Bleomycin
- Calcium folinate
- Capecitabine
- Carboplatin
- Chlorambucil
- Cisplatin
- Cyclophosphamide
- Cytarabine
- Dacarbazine
- Dactinomycin
- Dasatinib
- Daunorubicin
- Docetaxel
- Doxorubicin
- Etoposide
- Filgrastim
- Fludarabine
- Fluorouracil
- Gemcitabine
- Hydroxycarbamide
- Ifosfamide
- Imatinib
- Irinotecan
- Mercaptopurine
- Mesna
- Methotrexate
- Nilotinib
- Oxaliplatin
- Paclitaxel
- Procarbazine
- Rituximab
- Thioguanine
- Trastuzumab
- Vinblastine
- Vincristine
- Vinorelbine
- Acid zoledronic

### Hormone và chất đối kháng hormone
- Anastrozole
- Bicalutamide
- Dexamethasone
- Hydrocortisone
- Leuprorelin
- Methylprednisolone
- Prednisolone
- Tamoxifen

## Thuốc chống bệnh Parkinson
- Biperiden
- Carbidopa/levodopa (levodopa + carbidopa)

## Thuốc ảnh hưởng đến máu

### Thuốc chống thiếu máu
- Muối sắt (Bổ sung sắt)
- Muối sắt/ axit folic
- Axit folic
- Hydroxocobalamin
- Yếu tố kích thích sản sinh hồng cầuα

### Thuốc ảnh hưởng đến đông máu
- Enoxaparin
- Heparin
- Phytomenadione
- Protamine sulfate
- Acid tranexamic
- Warfarin
- Desmopressinα

### Một số thuốc khác ảnh hưởng đến bệnh lý hồng cầu
- Deferoxamineα[ghi chú 40]
- Hydroxycarbamideα

## Sản phẩm máu và các sản phẩm thay thế huyết tương có nguồn gốc từ người

### Máu và thành phần tạo nên máu
- Huyết tương tươi đông lạnh
- Gói tiểu cầu
- Hồng cầu đóng gói
- Toàn bộ máu

### Các dược phẩm từ huyết tương

#### Globulin miễn dịch ở người
- Globulin miễn dịch Rho(D)
- Globulin miễn dịch chống sởi
- Globulin miễn dịch chống uốn ván
- Globulin miễn dịch bình thường ở người

#### Yếu tố đông máu
- Yếu tố đông máu VIII
- Yếu tố đông máu IX

### Sản phẩm thay thế huyết tương
- Dextran 70

## Thuốc tim mạch

### Thuốc chống đau thắt ngực
- Bisoprolol[ghi chú 41]
- Glyceryl trinitrate
- Isosorbide dinitrate
- Verapamil

### Thuốc chống loạn nhịp tim
- Bisoprolol[ghi chú 41]
- Digoxin
- Epinephrine (adrenaline)
- Lidocaine
- Verapamil
- Amiodaroneα

### Thuốc chống tăng huyết áp
- Amlodipine
- Bisoprolol[ghi chú 41]
- Enalapril
- Hydralazine[ghi chú 42]
- Hydrochlorothiazide
- Methyldopa[ghi chú 43]
- Losartan
- Sodium nitroprussideα

### Thuốc cho trường hợp suy tim
- Bisoprolol[ghi chú 41]
- Digoxin
- Enalapril
- Furosemide
- Hydrochlorothiazide
- Losartan
- Spironolactone
- Dopamineα

### Thuốc chống huyết khối

#### Thuốc phản tiểu cầu
- Acetylsalicylic acid (aspirin)
- Clopidogrel

#### Thuốc phân giải huyết khối
- Streptokinaseα

### Thành phần làm giảm mỡ máu
- Simvastatin[ghi chú 44]

## Thuốc da liễu (bôi trên da)

### Thuốc chống nấm
- Miconazole
- Selenium sulfide
- Natri thiosulfate
- Terbinafine

### Thuốc chống lây nhiễm
- Mupirocin
- Kali permanganate
- Bạc sulfadiazine

### Thuốc chống nấm và thuốc trị nấm
- Betamethasone
- Calamine
- Hydrocortisone

### Thuốc ảnh hưởng đến việc tạo và biệt hóa da
- Benzoyl peroxide
- Nhựa than
- Fluorouracil
- Nhựa podophyllum
- Acid salicylic
- Urea

### Thuốc trị ghẻ và thuốc diệt chấy rận
- Benzyl benzoate
- Permethrin

## Thuốc tẩy uế và thuốc sát trùng

### Thuốc sát trùng
- Chlorhexidine
- Cồn
- Povidone iodine

Thuốc tẩy uế
- Nước rửa tay chứa cồn
- Hợp chất gốc clo
- Chloroxylenol
- Glutaral

## Thuốc lợi niệu
- Amiloride
- Furosemide
- Hydrochlorothiazide
- Mannitol
- Spironolactone

## Thuốc dạ dày ruột
- Enzyme tụy

### Thuốc chống loét
- Omeprazole
- Ranitidine

### Thuốc chống nôn
- Dexamethasone
- Metoclopramide
- Ondansetron

### Thuốc chống viêm
- Sulfasalazine
- Hydrocortisone

### Thuốc nhuận tràng
- Senna

### Thuốc được sử dụng trong tiêu chảy

#### Uống bù nước
- Muối bù nước

#### Thuốc tiêu chảy ở trẻ em
- Kẽm sulfat[ghi chú 45]

## Hormone, các thuốc nội tiết và thuốc tránh thai

### Hormon thượng thận và chất thay thế tổng hợp
- Fludrocortisone
- Hydrocortisone

### Androgen
- Testosterone

### Thuốc tránh thai

#### Hormone tránh thai qua đường uống
- Ethinylestradiol/levonorgestrel
- Ethinylestradiol/norethisterone
- Levonorgestrel
- Ulipristal

#### Hormone tránh thai được tiêm
- Estradiol cypionate/medroxyprogesterone acetate
- Medroxyprogesterone acetate
- Norethisterone enantate

#### Dụng cụ tử cung
- IUD với đồng
- IUD với progestogen

#### Các phương thức "bảo vệ"
- Bao cao su
- Màng chắn

#### Thuốc tránh thai có thể cấy ghép
- Miếng ghép giải phóng etonogestrel
- Miếng ghép giải phóng levonorgestrel

#### Thuốc tránh thai âm đạo
- Vòng âm đạo Progesterone

### Insulin và các loại thuốc khác được sử dụng cho bệnh tiểu đường
- Gliclazide
- Glucagon
- Tiêm insulin (hòa tan)
- Insulin tác dụng trung gian
- Metformin

### Thuốc kích thích rụng trứng
- Clomifene

### Progestogen
- Medroxyprogesterone acetate

### Hormone tuyến giáp và thuốc đối nghịch tuyến giáp
- Levothyroxine
- Kali iodide
- Propylthiouracil
- Dung dịch Lugol

## Thuốc giãn cơ (tác động ngoại biên) và chất ức chế cholinesterase
- Atracurium
- Neostigmine
- Suxamethonium
- Vecuronium
- Pyridostigmine

## Chế phẩm cho mắt

### Chất chống nhiễm khuẩn
- Aciclovir
- Azithromycin
- Erythromycin
- Gentamicin
- Natamycin
- Ofloxacin
- Tetracycline

### Chất chống viêm
- Prednisolone

### Thuốc gây tê tại chỗ
- Tetracaine

### Thuốc chống loạn thần và thuốc chống tăng nhãn áp
- Acetazolamide
- Latanoprost
- Pilocarpine
- Timolol

### Thuốc giãn đồng tử
- Atropine
- Epinephrine (adrenaline)

### Yếu tố tăng trưởng nội mô mạch máu (VEGF)
- Bevacizumab

## Thuốc oxytocin và thuốc kháng oxytocin

### Thuốc oxytocin và thuốc làm sẩy thai
- Ergometrine
- Misoprostol
- Oxytocin
- Mifepristone thường sử dụng với misoprostol

### Thuốc kháng oxytocin  (thuốc giảm co)
- Nifedipine